# Kyrkjebø
Kyrkjebø är en tätort i Høyangers kommun i Vestland fylke i västra Norge. Orten ligger vid fylkesväg 55, på norra sidan av Sognefjorden. Här finns Kyrkjebø kyrka.
Tidigare utgjorde orten centralort i dåvarande Kyrkjebø kommun i Sogn og Fjordane fylke.